# Cléophas Beausoleil
Pour les articles homonymes, voir Beausoleil.
Cléophas Beausoleil (19 juin 1845 - 4 octobre 1904) est un journaliste, avocat et homme politique municipal et fédéral du Québec.

## Biographie
Né à Saint-Félix-de-Valois dans la région de Lanaudière au Canada-Est, Cléophas Beausoleil pratiqua les métiers de journaliste et d'avocat avant d'entamer une carrière politique lorsqu'il devint conseiller municipal de la ville de Montréal de 1885 à 1899 au Canada. Il est élu député du Parti libéral du Canada dans la circonscription de Berthier lors des élections de 1887. Réélu en 1891 et en 1896, il démissionna en 1899 pour devenir Maître des postes de Montréal.